# Eufònia de capell
L'eufònia de capell (Euphonia saturata) és un ocell de la família dels fringíl·lids (Fringillidae).

## Hàbitat i distribució
Habita boscos i vegetació secundària a l'oest de Colòmbia, a ambdues vessants dels Andes, oest de l'Equador i nord-oest del Perú.